# 国宪起草委员会
国宪起草委员会是中华民国临时执政段祺瑞于1925年在北京成立的起草中华民国宪法的机构。

## 沿革
1924年，段祺瑞上台初始，即提出废除法统。后来，他决定成立两个机构负责立宪事宜，其一为国宪起草委员会，负责宪法起草工作，其二为国民代表会议，负责宪法议决。1925年5月3日，《国宪起草委员会规则》公布。该委员会委员由各省军民长官各推1人，各区长官各推1人，临时执政选聘20人，临时执政还分别选聘内外蒙古、西藏各2人与青海 1人。委员总人数为70人，林长民为委员长，于1925年8月3日起正式开会。国宪起草委员会在规定的三个月时间内完成了宪法起草工作，于1925年12月提出《中华民国宪法案》，咨文政府交付国民代表会议议决施行。但是后来，因为国民代表会议并未召开，国宪起草委员会起草的宪法草案未能实施。

## 组成
1925年8月3日国宪起草委员会正式开会后，其组成人员如下：
- 委员长：林长民
- 理事：刘恩格 贡桑诺尔布 陈定远 李坚白 顾兆麐 汤漪
- 委员：
  - 直隶省军政长官推举：吴得禄
  - 直隶省民政长官推举：孙松龄
  - 奉天省军政长官推举：李坚白
  - 奉天省民政长官推举：曲宗邦
  - 吉林省军政长官推举：荣孟枚
  - 吉林省民政长官推举：刘风竹
  - 黑龙江省军政长官推举：乐骏声
  - 黑龙江省民政长官推举：徐霖
  - 江苏省军政长官推举：王嗣鋆
  - 江苏省民政长官推举：沙彦楷
  - 安徽省军政长官推举：刘振生
  - 安徽省民政长官推举：孙养癯
  - 江西省军政长官推举：黄序鵷
  - 江西省民政长官推举：戴秉清
  - 浙江省军政长官推举：莫永贞
  - 浙江省民政长官推举：余绍宋
  - 福建省军政长官推举：陈建
  - 福建省民政长官推举：林灏深
  - 湖北省军政长官推举：周斌
  - 湖北省民政长官稚举：陈定远
  - 湖南省军政长官推举：王克家
  - 湖南省民政长官推举：李祚辉
  - 山东省军政长官推举：郭葆琳
  - 山东省民政长官推举：吴锡永
  - 河南省军政长官推举：史之照
  - 河南省民政长官推举：张壁
  - 山西省军政长官推举：冀贡泉
  - 山西省民政长官推举：王怀明
  - 陕西省政军长官推举：王恒
  - 陕西省民政长官推举：党积龄
  - 甘肃省军政长官推举：苏兆祥
  - 甘肃省民政长官推举：水梓
  - 新疆省军政长官推举：吴钰
  - 新疆省民政长官推举：洪桢
  - 四川省军政长官推举：曾彝进
  - 四川省民政长官推举：贾晋
  - 广东琼崖高雷八属督办邓本殷推举：毛澄宇
  - 广西省民政长官推举：秦善培
  - 贵州省军政长官推举：周恭寿
  - 贵州省民政长官推举：陈筇山
  - 京兆特别区长官推举：顾兆麐
  - 察哈尔特别区长官推举：柯逸
  - 川边特别区长官推举：董鸿诗
  - 绥远特别区长官推举：刘人杰
  - 临时执政选聘：李家驹 梁士诒 魁升 汤漪 林长民 章士钊 马邻翼 江庸 姚震 汪有龄 施愚 徐佛苏 余棨昌 马君武 方枢 刘恩格 江亢虎 齐振林 梁龙 林行规 贡桑诺尔布 业喜海顺 那彦图 王罗皆 棍却仲呢 林沁旺济勒